# Roots & Echoes
| Оценки критиков | Оценки критиков |
| Источник        | Оценка          |
| --------------- | --------------- |
| Allmusic        | [ 1 ]           |
| NME             | [ 2 ]           |
| Pitchfork Media | (5.2/10)        |
| The Observer    | [ 4 ]           |
| The Stranger    | [ 5 ]           |
| Yahoo! Music UK | [ 6 ]           |
| The Guardian    | [ 7 ]           |

 Roots & Echoes — четвёртый студийный альбом британской инди-рок-группы The Coral, выпущенный 6 августа 2007 года. Пластинка заняла 8 место в UK Albums Chart, но выпала из него через две недели (см. 2007 год в британской музыке). Впоследствии группа не сделала масштабный тур-поддержку альбома, ограничившись несколькими выступлениями в Гланстобери и появившись на разогреве группы Arctic Monkeys во время их концертов по городам Ирландии и Великобритании.
В США и Канаде альбом был издан лейблом Columbia Records и доступен там также в формате цифрового скачивания.

## Список композиций
| №   | Название              | Автор(ы)                                | Длительность |
| --- | --------------------- | --------------------------------------- | ------------ |
| 1.  | «Who's Gonna Find Me» | James Skelly, Nick Power                | 3:27         |
| 2.  | «Remember Me»         | J. Skelly                               | 3:27         |
| 3.  | «Put the Sun Back»    | J. Skelly                               | 3:04         |
| 4.  | «Jacqueline»          | J. Skelly, Power                        | 3:30         |
| 5.  | «Fireflies»           | J. Skelly, Bill Ryder-Jones             | 3:59         |
| 6.  | «In the Rain»         | J. Skelly, Power                        | 3:08         |
| 7.  | «Not So Lonely»       | J. Skelly                               | 3:47         |
| 8.  | «Cobwebs»             | J. Skelly, Ian Skelly, Lee Southall     | 3:31         |
| 9.  | «Rebecca You»         | J. Skelly, Power, Ryder-Jones           | 3:52         |
| 10. | «She's Got a Reason»  | J. Skelly                               | 4:28         |
| 11. | «Music at Night»      | J. Skelly, Ryder-Jones, Marcus Holdaway | 6:15         |

| №   | Название        | Автор(ы)            | Длительность |
| --- | --------------- | ------------------- | ------------ |
| 12. | «The Voice»     | J. Skelly, Power    | 3:23         |
| 13. | «Laughing Eyes» | J. Skelly, Southall | 3:28         |

## Участники записи
The Coral
- Джеймс Скелли — вокал, гитара, продюсер, аранжировки
- Ли Саутхолл — гитара, продюсер, аранжировки
- Билл Райдер-Джонс[англ.] — гитара, продюсер, аранжировки, струнные аранжировки
- Пол Даффи — бас-гитара, продюсер, аранжировки
- Ник Пауэр — клавишные, продюсер, аранжировки
- Иэн Скелли — ударные, аранжировки, продюсер, дизайн

Производственный персонал
- Крэйг Силви — продюсер, звукоинженер, микширование
- Иэн Броуди[англ.] — продюсер
- Фил Браун — звукоинженер
- Дэвид МакДоннелл — ассистент звукоинженера
- Серж Крибс — ассистент звукоинженера, ассистент микширования
- Радж Дес — ассистент звукоинженера
- Маркус Холдавэй — струнные аранжировки
- Джордж Марино — мастеринг

Дополнительные музыканты
- Мартин Холдавэй — струнные
- Салли Хелберт — струнные
- Кэтрин Шэйв — струнные
- Никола Свини — струнные
- Брайан Райт — струнные
- Эллен Блэйр — струнные
- Джеки Норри — струнные
- Мэттью Дрепер — гобой
- Лейла Уорд — гобой
- Мартин Дансдон — флейта

Прочий персонал
- Кевин Пауэр — дизайн, фотографии
- Рэй Танг — фотографии

## Позиция в чартах
| Чарт (2007)                      | Позиция |
| -------------------------------- | ------- |
| France (SNEP)                    | 84      |
| Ireland (Irish Albums Chart)     | 33      |
| Japan (Oricon)                   | 80      |
| Великобритания (UK Albums Chart) | 8       |

## История релиза
| Страна         | Дата выпуска   | Лейбл            | Формат                       | Каталожный номер   |
| -------------- | -------------- | ---------------- | ---------------------------- | ------------------ |
| США, Канада    | 3 августа 2007 | Columbia Records | CD, цифровая дистрибуция     | 88697 12079 2      |
| Великобритания | 6 августа 2007 | Deltasonic       | CD, LP, цифровая дистрибуция | DLTCD069, DLTLP069 |